# Юкая
Юкая (на английски: Ukiah) е град в окръг Мендосино, щата Калифорния, САЩ. Юкая е с население от 16 036 жители (по приблизителна оценка от 2017 г.) и обща площ от km². Намира се на 193 m надморска височина. ЗИП кодовете му са 95418 and 95482, а телефонният му код е 707.